# Bird Noises
Albums de Midnight Oil
Head Injuries
(1979) Place without a Postcard
(1981)
Bird Noises est le premier EP du groupe de rock australien Midnight Oil sorti le 24 novembre 1980. Il comprend quatre titres et est sorti entre les deuxième et troisième albums studio.
C'est le premier enregistrement du groupe avec Peter Gifford qui a remplacé Andrew James à la basse.
Porté par le morceau instrumental d'inspiration surf music Wedding Cake Island qui est souvent diffusé à la radio, le disque se classe 28e dans les charts australiens et 48e en Nouvelle-Zélande.
Wedding Cake Island (en) est une petite île située au large de la ville de Coogee (Nouvelle-Galles du Sud, Australie). 

## Liste des titres
| 1. | No Time for Games | - Rob Hirst - Jim Moginie                 | 4:30 |
| 2. | Knife's Edge      | - Peter Garrett - Martin Rotsey - Moginie | 3:40 |

| 1. | Wedding Cake Island (instrumental) | - Rotsey - Moginie | 3:15 |
| 2. | I'm the Cure                       | Moginie            | 3:50 |

## Composition du groupe
- Peter Garrett – chant, harmonica
- Peter Gifford – basse, chœurs
- Rob Hirst – batterie, chœurs
- Jim Moginie – guitare, claviers
- Martin Rotsey – guitare

## Classements hebdomadaires
| Classement (1980-1981)         | Meilleure place |
| ------------------------------ | --------------- |
| Australie (Kent Music Report), | 28              |
| Nouvelle-Zélande (RMNZ)        | 48              |

- Note : L'EP apparaît dans le classement des singles et non celui des albums.

## Certifications
| Pays             | Certification | Unités certifiées |
| ---------------- | ------------- | ----------------- |
| Australie (ARIA) | Or            | 35 000            |

- Note : La certification appliquée est celle correspondant aux singles.